# Super Mario Bros. O Filme
The Super Mario Bros. Movie (bra/prt: Super Mario Bros. O Filme) é um filme de animação americano dos gêneros comédia e aventura produzido pela Illumination Entertainment em associação com a Nintendo, com a distribuição feita pela Universal Pictures. É a terceira adaptação para o cinema da franquia de jogos de Mario da Nintendo, seguindo o filme de 1986 exclusivo do Japão, Super Mario Bros.: The Great Mission to Rescue Princess Peach! e o filme live-action de 1993, Super Mario Bros. Foi lançado nos Estados Unidos, no Brasil e em diversos outros países em 5 de abril de 2023.
O filme foi dirigido por Aaron Horvath e Michael Jelenic e co-dirigido por Pierre Leduc e Fabien Polack, com uma história escrita por Matthew Fogel, apresentando um elenco de dublagem que inclui Chris Pratt, Anya Taylor-Joy, Charlie Day, Jack Black, Keegan-Michael Key, Seth Rogen, Fred Armisen, Kevin Michael Richardson, Sebastian Maniscalco e Charles Martinet.
Depois do fracasso critico e comercial do filme de 1993, a Nintendo estava relutante em licenciar suas propriedades intelectuais para adaptações cinematográficas. O criador de Mario, Shigeru Miyamoto, ficou interessado em desenvolver um outro filme de Mario quando a Nintendo estava trazendo seus jogos antigos para o serviço Virtual Console, e através da parceria da Nintendo com a Universal Parks & Resorts, a divisão da Universal que cuidava de seus parques, para criar Super Nintendo World, ele conheceu o fundador da Illumination Chris Meledandri. Em 2016, os dois estavam discutindo um filme de Mario, e em janeiro de 2018 a Nintendo anunciou que iria colaborar com a Illumination e a Universal para produzi-lo.
O filme recebeu críticas mistas ou negativas da maioria dos críticos, mas teve uma recepção bem positiva do público. O filme do Super Mario Bros faturou cerca de US$ 509 milhões de dólares na sua primeira semana, o que o tornou imediatamente o terceiro filme que mais lucrou em 2023 e quebrou vários recordes de bilheteria, incluindo o de maior fim de semana de estreia mundial de um filme de animação e o filme de maior bilheteria baseado em videogame, sendo também o primeiro longa baseado em videogame a atingir a marca de meio bilhão de dólares nas bilheterias. Atualmente é a 3ª maior animação de todos os tempos em bilheteria, ficando atrás de Frozen 2 (2019) e de Divertida Mente 2 (2024).

## Sinopse
Os irmãos ítalo-americanos Mario e Luigi abriram recentemente um negócio como encanadores no Brooklyn (Nova Iorque). O pai deles desaprova a decisão de Mario de deixar seu emprego estável com seu antagônico ex-empregador Spike e acredita que ele está arrastando Luigi para o buraco com ele. Depois de ver um vazamento significativo em um bueiro no noticiário, Mario e Luigi vão para o subsolo para consertá-lo, mas são sugados para um Warp Pipe e separados.
Mario aterrissa no Reino Cogumelo, governado pela Princesa Peach, enquanto Luigi aterrissa no Reino das Sombras, governado pelo malvado rei, Bowser. Bowser quer se casar com Peach e destruirá o Reino Cogumelo usando uma Super Estrela se ela se recusar. Ele aprisiona Luigi para chantagear Mario, que ele vê como um competidor pelo amor de Peach. Mario conhece Toad, que o leva até Peach. Peach planeja se aliar aos Kongs, para ajudar a impedir Bowser e concorda em levar Mario e Toad junto. No Reino da Selva, Rei Cranky Kong aceita em ajudar com a condição de que Mario derrote seu filho, Donkey Kong, em uma luta. Apesar da força de Donkey Kong, Mario o derrota usando um potencializador, a Roupa de Gato.
Mario, Peach, Toad e os Kongs usam karts para voltar ao Reino Cogumelo, mas o exército de Bowser os embosca na Rainbow Road. Quando um General Koopa destrói parte da estrada, Mario e Donkey Kong despencam no oceano e são comidos por um Maw-Ray parecido com uma enguia enquanto os outros Kongs são capturados. Peach e Toad retornam ao Reino Cogumelo e pedem aos cidadãos que evacuem. Bowser chega a bordo de seu castelo voador e pede Peach em casamento, que relutantemente aceita depois que o conselheiro de Bowser, Kamek, tortura Toad. Mario e Donkey Kong, depois de conversarem sobre como seus pais nunca levam suas decisões a sério, escapam do Maw-Ray montando um foguete do kart de Donkey Kong e correm para o casamento de Bowser e Peach.
Na recepção do casamento, Bowser pretende executar todos os seus prisioneiros na lava em homenagem a Peach. Toad contrabandeia uma Flor de Gelo no buquê de Peach, que esta usa para congelar Bowser. Mario e Donkey Kong chegam e libertam os prisioneiros, com Mario usando uma Roupa de Tanooki para salvar Luigi. Enfurecido, Bowser se liberta e invoca um Bill Balaço para destruir o Reino Cogumelo, mas Mario o desvia do curso e o direciona para o Warp Pipe, onde detona, criando um vácuo que faz com que o castelo de Bowser seja transportado para o Brooklyn. Enquanto lutam contra Bowser, Mario e Luigi agarram a Super Estrela, tornam-se invencíveis e derrotam os Koopas. Bowser é encolhido com um Mini Cogumelo e aprisionado. Mario e Luigi são aclamados como heróis e celebrados pela população do Brooklyn, incluindo seus pais e Spike. Algum tempo depois, Mario e Luigi são vistos morando juntos em uma casa no Reino Cogumelo.

## Elenco
- Chris Pratt como Mario
- Charlie Day como Luigi
- Anya Taylor-Joy como Princesa Peach
- Jack Black como Bowser
- Keegan-Michael Key como Toad
- Seth Rogen como Donkey Kong
- Fred Armisen como Cranky Kong
- Kevin Michael Richardson como Kamek
- Sebastian Maniscalco como Spike
- Charles Martinet como Giuseppe
- Khary Payton como Rei Pinguim
- Juliet Jelenic como Lumalee

## Produção

### Desenvolvimento
Depois do fracasso critico e comercial da adaptação cinematográfica de 1993, Super Mario Bros., a empresa de videogames japonesa Nintendo ficou cautelosa sobre licenciar suas propriedades para adaptações cinematográficas. De acordo com o criador de Mario, Shigeru Miyamoto, a ideia para um novo filme de Mario veio de trazer seus jogos antigos para o Virtual Console e outros serviços; transições do tipo levaram tempo para a empresa, e Miyamoto reconheceu que "nossos negócios de conteúdo poderiam serem desenvolvidos ainda mais se nós pudéssemos combinar os nossos softwares adorados com bens de vídeo, e utilizarmos os dois por períodos estendidos". Miyamoto sabia que o processo de fazer um filme era bem diferente de um processo de fazer um jogo, e queria um expert de filmes para lidar o projeto.
Seguindo do hackeamento da Sony Pictures de 2014, emails entre o produtor Avi Arad, a chefe de estúdio Amy Pascal, o diretor da TriStar Pictures Tom Rothman e a presidente de produção da Sony Pictures Animation, Michelle Raimo Kouyate, foram vazados revelando que a Sony estava tentando assegurar os direitos do filme para a franquia de Mario por varios anos. Arad visitou a Nintendo em Tóquio em fevereiro e julho de 2014 numa tentativa de arranjar um acordo. Em outubro, Arad mandou um email para Pascal e disse que havia arranjado um acordo com a Nintendo. Pascal sugeriu que recrutassem o diretor de Hotel Transylvania Genndy Tartakovsky para ajudar desenvolver o projeto, enquanto Kouyate disse que já poderia pensar em 3-4 filmes e expressou esperança em desenvolver um "império de Mario." Entretanto, depois do vazamento dos emails, Arad negou que um acordo havia sido feito, dizendo que as negociações haviam apenas começado. A BuzzFeed News notou que os emails não haviam levado em consideração os possíveis conflitos com o departamento irmão da Sony Pictures, Sony Interactive Entertainment, que lidava com a linha de consoles PlayStation, um dos principais rivais da Nintendo.
Através do trabalho da Nintendo com a Universal Parks & Resorts para criar atrações baseadas em Mario, Miyamoto conheceu Chris Meledandri, fundador da Illumination, uma das divisões de animação da Universal Pictures. Miyamoto achou o processo criativo de Meledandri parecido com seu próprio processo criativo, e sentiu que ele seria o líder apropriado para um filme de Mario. Eles haviam começado discussões mais detalhadas sobre o filme em 2016, sabendo que se eles sentissem que não funcionaria poderiam simplesmente acabar ali mesmo. Em novembro de 2017, notícias saíram dizendo que a Nintendo estava oficialmente colaborando com a Universal e a Illumination para fazer um filme animado de Super Mario. O presidente da Nintendo na época, Tatsumi Kimishima, clarificou que um acordo não havia sido finalizado, mas que anúncios viriam brevemente. Kimishima torcia para que um acordo fosse sucedido, e que uma data de lançamento em 2020 poderia ser possível. Em janeiro de 2018, a Nintendo finalmente oficialmente anunciou que o filme iria sim ser feito com Miyamoto e Meledandri co-produzindo. Meledandri disse que o filme era uma "prioridade" para a Illumination e que provavelmente iria sair em 2022. Ele notou que Miyamoto seria essencial durante a produção. Em janeiro de 2020, o presidente da Nintendo, Shuntaru Furukawa, afirmou que o desenvolvimento do filme estava "andando suavemente" com uma data esperada de 2022. Furukawa também disse que a Nintendo irá possuir os direitos do filme, e que tanto a Nintendo quanto a Illumination iriam financiar a produção.
Em agosto de 2021, emergiram notícias que Aaron Horvath e Michael Jelenic estavam dirigindo o filme depois de o descobrimento do perfil de um animador da Illumination no LinkedIn que incluía o filme em sua lista. Seguindo o anúncio do elenco completo, foi confirmado oficialmente que Horvath e Jelenic dirigiriam o filme, com Matthew Fogel sendo o roteirista.

### Elenco
Em fevereiro de 2021, o dublador de Mario, Charles Martinet, comentou que a possibilidade de reprisar o papel do encanador no filme seria uma "coisa maravilhosa" e que se fosse pedido para dublar Mario, "eu iria e faria com grande felicidade e alegria.". Em agosto de 2021, o comediante Sebastian Maniscalco revelou que iria dublar Spike, o chefe de Mario e Luigi do jogo Wrecking Crew de 1985.
Durante a exibição em 2021 de um Nintendo Direct, Shigeru Miyamoto anunciou que Chris Pratt, Anya Taylor-Joy, Charlie Day, Jack Black, Keegan-Michael Key, Seth Rogen, Kevin Michael Richardson, Fred Armisen, e Maniscalco iriam participar do elenco do longa, e que Martinet iria aparecer em "papéis de surpresa.". Esse anúncio foi visto com reações variadas de fãs de anos da franquia: enquanto alguns aceitaram a ideia de celebridades dublarem esses personagens, alguns foram bem críticos com a escolha, em particular Chris Pratt como Mario em vez de Martinet (que vem dublando o personagem desde 1992) ou um dublador italiano.

### Animação
O filme foi animado pela Illumination Mac Guff, que animou vários dos filmes anteriores da Illumination, em Paris, na França. A produção estava em andamento em setembro de 2020.

### Música
Durante a apresentação do Nintendo Direct, Meledandri confirmou que Brian Tyler está definido para compor a trilha sonora do filme. Tyler está trabalhando em estreita colaboração com o compositor de longa data de Mario, Koji Kondo, para incorporar temas dos jogos na trilha sonora do filme. Músicas de Jack Black e Keegan-Michael Key foram improvisadas para o filme.

## Lançamento
O filme foi provisoriamente agendado para ser lançado em 21 de dezembro de 2022. Foi lançado nos Estados Unidos em 5 de abril de 2023 pela Universal Pictures, e será liberado para streaming 45 dias depois no Peacock. Foi lançado no Brasil e em Portugal na mesma data, dia 6 de abril de 2023. No final de semana de estreia, o filme arrecadou mais de US$ 146,3 milhões nos Estados Unidos, se tornando a maior estreia de um filme baseado em video game. No Brasil, o faturamento nos primeiros quatro dias em cartaz foi de R$ 30,9 milhões. Em 14 de abril de 2023, apenas nove dias após a estreia nos Estados Unidos, o filme atingiu U$ 500 milhões nas bilheterias, tornando-se a maior bilheteria de uma adaptação de um jogo para o cinema. Esse recorde pertencia antes a Warcraft: O Primeiro Encontro de Dois Mundos, seguido por Pokémon: Detetive Pikachu. Em 30 de abril de 2023, Super Mario Bros.O Filme atingiu U$ 1 bilhão nas bilheterias mundiais, tornando-se o primeiro filme de 2023 a atingir essa marca e o 10º filme de animação a conseguir chegar a U$ 1 bilhão. Tornou-se também a primeira adaptação de um game a chegar a U$ 1 bilhão e o quinto filme lançado após a pandemia de COVID-19 a atingir essa marca - os outros foram Homem-Aranha: Sem Volta para Casa, Top Gun: Maverick, Jurassic World: Dominion e Avatar: O Caminho da Água. Em 31 de maio de 2023, o filme chegou a 1,282 bilhão em bilheteria, ultrapassando Frozen: Uma Aventura Congelante e tornando-se a segunda maior bilheteria de uma animação na história do cinema, atrás apenas de Frozen 2. O filme terminou com uma bilheteria de U$ 1,360 bilhão, a segunda maior bilheteria de uma animação e a segunda maior bilheteria dos cinemas em 2023, atrás apenas de Barbie. Em 2024, Super Mario Bros. O Filme foi ultrapassado por Divertida Mente 2 nos cinemas, ficando então em terceiro lugar em maior bilheteria de uma animação.

### Bilheteria no Brasil
No Brasil, logo em sua estreia, Super Mario Bros. O Filme assumiu a liderança das bilheterias no país. Nos primeiros quatro dias em cartaz, o filme arrecadou R$ 30,9 milhões, mais do que quatro vezes do segundo colocado, John Wick 4: Baba Yaga, que obteve R$ 7 milhões. O filme seguiu na liderança das bilheterias no Brasil nas semanas seguintes. Em 2 de maio de 2023, faltando poucos dias para completar um mês em cartaz, tinha arrecadado R$ 111,77 milhões. O filme só perdeu a liderança na quinta semana em cartaz, quando a estreia de Guardiões da Galáxia Vol. 3 ficou em primeiro lugar. Mesmo assim, Super Mario Bros. O Filme obteve um desempenho expressivo nas bilheterias nessa semana e ficou em segundo lugar. Na sexta semana, as posições se mantiveram inalteradas, com o filme dos Guardiões da Galáxia em primeiro e o do Mario em segundo. Na sétima semana, o filme ficou em terceiro lugar, atrás do filme dos Guardiões da Galáxia e de Velozes & Furiosos 10, que assumiu a liderança em sua estreia. Na oitava semana, Super Mario Bros. O Filme ficou em quarto lugar no Brasil. Na nona semana, o filme ficou em sétimo lugar. Na décima semana, o filme voltou a subir uma posição, ficando em sexto lugar. Na 11ª semana, o filme ficou em nono lugar. Nos últimos dias em cartaz, o filme deixou de ficar entre as 10 maiores bilheterias no país.

## Recepção da crítica
No site agregador Rotten Tomatoes, o filme teve uma avaliação de 59% baseado em 270 críticas, com uma nota média de 5,8 (de 10). O consenso do website foi: "Embora não seja nem de longe tão emocionante quanto uma tartaruga abrindo caminho para 128 vidas, The Super Mario Bros. Movie é uma aventura animada pitoresca - embora com enredo fino - que tem quase tantos acertos quanto erros". Já no site Metacritic, que usa uma média ponderada, deu ao filme uma nota 46 (de 100), baseado em 53 resenhas profissionais, indicando uma resposta "mista ou mediana". Em contraste, a resposta do público foi muito mais positiva; no Rotten Tomatoes, a pontuação da audiência foi "quase perfeita", de 96%.

## Futuro
Em maio de 2021, Furukawa disse que a Nintendo estava interessada em produzir mais filmes animados baseados em suas propriedades se o filme de Mario fizer sucesso. Em novembro do mesmo ano, relatos saíram dizendo que a Illumination estava desenvolvendo um filme spin-off de Donkey Kong, com Rogen esperado para voltar a dar voz ao personagem. Em fevereiro de 2022, Charlie Day mostrou interesse em um filme baseado em Luigi's Mansion.